# Фенгшуи шума
Шума Фенгшуи или шума Фунгшуи, позната и као кинеска геомантична шума, је регион вегетације у близини села. Биљке у шуми могу бити природне или засађене. У већини случајева су засађени, јер људи ову шуму сматрају земљописним окружењем које је створио човек како би се прилагодио природи Фенг шуија. Шуме су углавном лоциране у југоисточној Азији, док се мало њих може наћи у западној цивилизацији.

Поред тога, шума фенгшуи повезана је са многим концептима кинеске културе, укључујући сахране, богове, преуређење храма, осам дијаграма. Описани су само 
важни појединачни објекти.

## Историја
Први запис о концепту шуме фенгшуи може се датирати у период Три краљевства, који је предложио Цао Пи (око 187–226), који је син Цао Цаоа (око 155 - 15. марта 220), и забележен у записима о три краљевине. У давним временима референца на овај запис је дата о предностима накнадних погребних услуга. Обично би након смрти краља, исте врсте дрвећа (борови и чемпреси) биле посађене поред његовог гроба и уклоњена друга непотребна стабла - ово је био најранији стил забележених фенгшуи шума. Еволуцијом династија и култура, врсте шума фенгшуи такође су се бирале од појединачних за сахрану у више сврха. Употреба више није била ограничена на краљевску породицу већ је проширена и на обичан народ , чак и на странце. Шума фенгшуи пронађена је у Кореји током династија Гориео (918–1392). 
Шуме фенгшуи доказано има око 57 у различитим селима у Кини од 1990-их. Суочени са индустријским загађењем, урбанизацијом и другим проблемима, нека од постојећих фенгшуи шума су под великом претњом. 

## Етимологија
Појам шума Фунгсхуи и шума фенгшуи могу се пратити од кинеског језичког система, први потиче са кантонског, а други је на мандаринском. Два језика имају блиску корелацију, што значи да су њихови изговори слични. Штавише, концепт шуме фенгшуи такође се користи у Кореји и Јапану. С обзиром на другачији језички систем, ова реч има различито различита правила изговора и писања.

## Локације

### Кина
Шуме фенгшуи на копну углавном се налазе у јужним градовима, провинцијама: Хунан, Фуђен, Гуангдунг, Гуангси, Јунан, Анхуји. Шандонг је једина провинција на северу Кине која има једну шуму фенгшуи. Горњи примери су типични, са тако широком територијом, неке шуме фенгшуи су премалене да би их се могло укључити. Нажалост, због високог степена разарања и пропадања у провинцијама Фуђен и Гуангџоу, две врсте фенгшуи шума су ниже од осталих шума. 

### Хонг Конг
Велике шуме фенгшуи налазе се углавном у близини Нових територија код североисточне границе. Захваљујући тамошњој животној средини, велике фенгшуи шума су избегле уништавање и тако остале нетакнуте. Типична шума фенгшуи такође постоји у регионима Шатин, Тај По и на северозападу Нових територија. Међутим, тамошња шума фенгшуи имају мању величину под утицајем људских активности. Идући према југу, постоји једно шумско земљиште фенгшуи на острву Хонг Конг у улици Нам Фенг Роад.

### Кореја
Према корејским историјским документима, постојала је једна шума фенгшуи током династије Чосон (1392–1910). На основу постојећих студија, још увек се могу наћи борови и мале камене гомиле на садашњем месту. Један корејски званични запис показује да су постојала два вештачка брда која су изграђена унутар градских зидина Сеула. Међутим, већина њих је нестала у таласу урбанизације.

## Сврха
Главна сврха шуме фенгшуи је промена фенгшуи подручја. Шума фенгшуи се сматра једним биљним подручјем са посебном наменом чији је циљ да донекле промени фенгшуи читавог подручја. Поједностављено, одговарајућа фенгшуи може донети срећу околини, укључујући и људе. И обрнуто, неодговарајући фенгшуи може имати негативне ефекте. Из дубинске перспективе, кинеска геомантичка култура не потенцира концепт да вас бог благослови, али цени употребу људских фактора, наиме промену окружења ради постизања физичког здравља, успеха у каријери, чак и репродукције.
Концепт шуме фенгшуи не постоји само у Кини, већ и у Кореји и Рјукјуу. Културе обе земље разрађују реч „Ки“ држећи да Ки тече енергија. Шума фенгшуи може додати енергију људи. Ки је концепт у фенгшуи шуми, у којем је Ки подељен на две врсте, један је Негативни ветар, други је ваздух који удишемо. На енглеском, кие ки значи нежељени ветар, укључујући шест подтипова, ветар, хладноћа, сувоћа, влага, ватреност и врућина. Ови негативни ветрови могу нас учинити рањивим на разне врсте болести. Друга врста ки је супротна негативном ки. Може нас заштитити од негативног ки, који доноси шест негативних ветрова. Да би избегли ове ветрове, људи су изградили фенгшуи шуму како би повећали ки који удишемо тако да неутралишу негативни ки. 
 У осам кинеских дијаграма, сваки дијаграм има јединствено значење. 乾 Киан, 兌 Дуи, 離 Ли, 震 Жен, 巽 Ксун, 坎 Кан, 艮 Ген, 坤 Кун. На енглеском језику, осам дијаграма одвојено имају природу Небо / Небески свод, Језеро / Мочвара, Ватрено срце, Гром, Ветар, Вода, Планина и Земља. Кинези верују да је осам дијаграма тродимензионално, са одређеним положајем у средишту од њих осам, положаји њих су фиксни. Шума Фенгшуи делује на ветар, воду, планину и тло. Стога су људи изградили фенгшуи шуму да би добили бољих осам дијаграма. 
Међутим, ниједна научна студија не може доказати постојање фенгшуија и да ли фенгшуи заиста може променити просперитет и развој региона.

## Функција
Због своје значајне културне и еколошке вредности, локално становништво Хонг Конга верује да шума фенгшуи нуди сјајан осећај сигурности. Такође, шума фенгшуи је такође корисна за микроклиму. На пример, зими ова шума може да одржи сув хладан северни ветар. Такође штити село од планинских бујица и клизног блата у случају клизишта. Лети разорне ефекте тајфуна може у великој мери ублажити шума фенгшуи, пружајући хладну хладовину и смањујући локалне температуре за сељане. Из економске перспективе, воћке у шуми фенгшуи стварају додатни приход сељанима.

## Типологија

### Шума за сахране
С једне стране, као најранија врста шуме фенгшуи, њен садржај и облик нису прошли радикалне промене. Шума коју саде људи углавном је засађена врбом или боровима као фенгшуи шума поред гробља. С друге стране, ова врста фенгшуи шуме такође се може применити на тако широк спектар подручја из провинције Гуангдунг у Кини у Кореју. Међутим, у поређењу са друга два, један је од најмање коришћених. Према подацима истраживања, његов однос је 1,2 процента од свих шума фенгшуи. 

### Шума и село
Број подтипова шуме фенгшуи у селу је већи од друга два у која је укључено 6 подтипова. Прва је планинска шума фенгшуи, врста фенгшуи шуме која се често налази у близини храмова предака (напомена: храм предака разликује се од обичног храма у том обичном храму у коме су богови док је храм предака изграђен у име предака). Друга је шума Шан’ао фенгшуи, која се обично налази у удубљењу на страни гребена. Треће, шумско земљиште фенгшуи са воденим вратима, има два подтипа, укључујући водену главу / главу села, воду / ушће села. Глава и уста разликују се само у географском положају. Глава се обично односи на улаз у село. Складно томе, уста се односе на излазак из села. Два подтипа шуме фенгшуи могу се закључити као тип Водених врата, јер се водена врата у провинцији Јиангки називају шуи коу. Значење Шуи коу на кинеском је еквивалентно значењу водена капија на енглеском. Може се односити на воду / реку на улазу или излазу истовремено. Четврти тип је уска шума на ивици села. Пето је шумско имање фенгшуи, које има две подврсте. Једна је названа фенгшуи шума ветра, а друга шума фенгшуи. Ове две врсте фенгшуи шума су у основи изграђене око кућа.

### Храм
Ова врста фенгшуи шуме укључује три подтипа. Прво је будистичка и таоистичка шума. Друго је светилиште бога Земље фенгшуи шума. Бог Земље у Кини је бог подручја, а не целе Земље. Према томе, постоје многи земаљски богови који су одговорни за мир на свом подручју у кинеској митологији. Последњи шумски мост фенгшуи храма. Његово име и структура могу бити различити због атрибута храма.

## Ботаника
Вегетацијска структура и разноликост врста главна су мета многих ботаничких студија шуме фенгшуи. Један научни тим је након сакупљања упоредио 138 теренских узорака са узорцима из великих природних резервата. Еколошке информације о целој шуми фенгшуикоја покрива структуру заједнице распрострањености, богатство врста и просечну заступљеност парцеле могу се добити из анализе узорака. Анализа узорка пружа статистичко разумевање шуме фенгсхуи. Указало је да шума фенгшуиима много већу разноликост врста од осталих врста шума и плантажа. Постоји приближно 700 врста у 30 узорака шуме фенгшуиу делти Бисерне реке. Из перспективе вегетационе структуре, шума фенгшуи представља врхунац вегетационе структуре аутохтоних шума. Тип структуре може ефикасно пружити податке о локалним врстама.
Што се тиче врста у фенгшуишуми, многе биљне врсте фенгшуи шуме у делти Бисерне реке нису у свим случајевима, фенгшуи шума са мало биљних врста такође постоји. У корејским записима, династија Гориео, шума фенгшуи унутар градског зида Сеула углавном су борови. Једно од осталих савремених фенгшуи шума формирали су врбе. Ситуација се такође разликује од студије у Рјукјуу, у којој међу пет истраживаних парцела у шуми Тарама шуме Рјукјуу фенгшу има у просеку 5 врста. 
У једном истраживању, хонгконшко Одељење за рибарство и заштиту пронашло је 116 локалних биљака у шуми фенгсхуи.